# Как избежать наказания за убийство
«Как избежать наказания за убийство» (англ. How to Get Away with Murder) — американский телевизионный сериал производства Шонды Раймс, который вышел на ABC в сезоне 2014—2015 годов. В центре сюжета находится группа амбициозных студентов-юристов и их блестящая и загадочная профессор Анна-Лиза Китинг, роль которой исполняет Виола Дэвис. Сериал стартовал 25 сентября 2014 года и транслировался после шоу Шонды Раймс «Скандал».
Сериал удостоился значительной похвалы от критиков, а также добился успеха в телевизионных рейтингах, став самой успешной драматической новинкой сезона 2014-15 годов и самой популярной драмой национального телевидения, наравне со «Скандалом». В 2014 году проект получил премию Американского института киноискусства как один из десяти лучших сериалов года. Виола Дэвис в 2015 году выиграла премии «Эмми» за лучшую женскую роль в драматическом телесериале (став тем самым первой темнокожей актрисой, выигравшей награду в данной категории) и Гильдии актёров США за лучшую женскую роль в драматическом сериале, а также номинировалась на «Золотой глобус». Также сериал получил три NAACP Image Award в 2015 году.
7 мая 2015 года сериал был продлён на второй сезон, который стартовал 24 сентября 2015 года. 3 марта 2016 года сериал был продлён на третий сезон, который стартовал 29 сентября 2016 года. 10 февраля 2017 года ABC продлили сериал на четвёртый сезон. 11 мая 2018 года сериал был продлён на пятый сезон.
10 мая 2019 года канал ABC продлил сериал на шестой сезон. Премьера шестого сезона состоялась 26 сентября 2019 года. 11 июля 2019 года канал ABC объявил о том что шестой сезон станет финальным в истории телесериала.

## Производство

### Разработка
В августе 2013 года телеканал ABC купил сценарий пилотного эпизода, написанный одним из регулярных сценаристов сериала Шонды Раймс «Анатомия страсти», Питером Ноуолком, у студии Раймс и Бетси Бирс Shondaland Productions. Проект описывался как сексуальный саспенс-правовой триллер с убийством во главе истории. 19 декабря того же года канал заказал съёмки пилотного эпизода для сезона 2014—15 годов. 31 января 2014 года Майкл Оффер занял место режиссёра пилотного эпизода. В ходе пресс-тура Ассоциации телевизионных критиков было объявлено, что «Как избежать наказания за убийство» будет сериалом ограниченной перспективы трансляции — не более 15—16 эпизодов за сезон. 9 октября 2014 года, после трансляции двух эпизодов, телеканал ABC заказал съёмки полного сезона из пятнадцати эпизодов.

### Кастинг

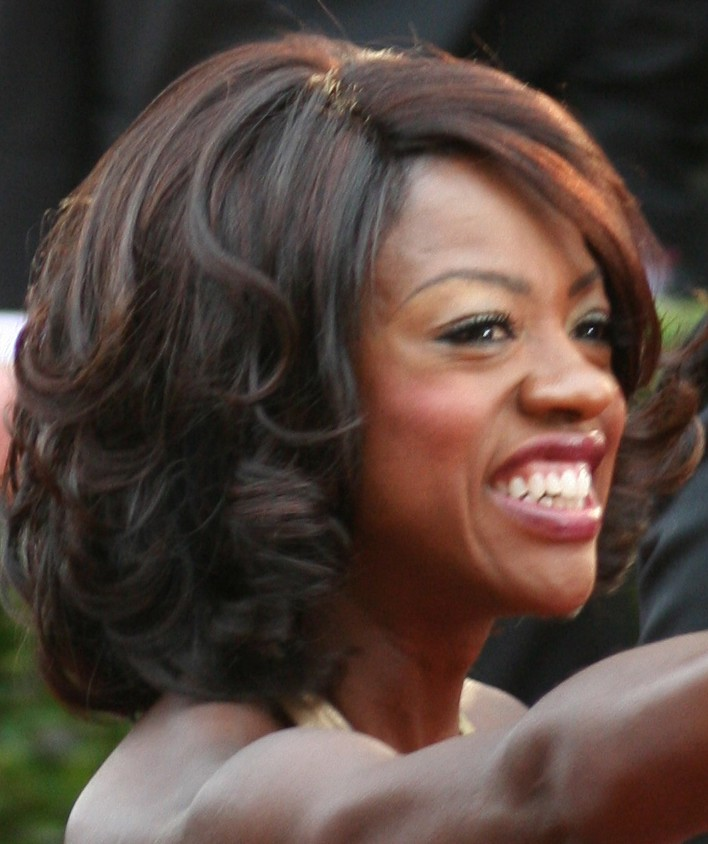
Виола Дэвис играет ведущую роль в сериале

Кастинг на основные роли начался в январе 2014 года. 31 января Мэтт Макгорри стал первым актёром, утверждённым на участие в проекте. Неделю спустя Аджа Наоми Кинг присоединилась к пилоту в роли одной из студенток. 12 февраля Джек Фалахи, Альфред Энох и Карла Соуза получили роли ещё трёх студентов. 24 февраля было объявлено, что Чарли Уэбер сыграет соратника профессора Китинг, а на следующий день — что на главную роль профессора Аннализы Китинг приглашена дважды номинированная на премию «Оскар» Виола Дэвис. 27 февраля Лайза Вайль, ранее задействованная в сериалах Шонды Раймс «Анатомия страсти», «Частная практика» и «Скандал», была взята на роль одного из помощников профессора. 1 марта Кэти Финдлэй стала ещё одним дополнением к основному составу в роли таинственной соседки одного из студентов. На следующий день Билли Браун был утверждён на мужскую роль детектива и любовника главной героини.
10 марта было объявлено, что режиссёр, снявший несколько серий других сериалов Шонды Раймс, Том Верика, будет играть второстепенную роль мужа персонажа Дэвис. В августе сообщили, что Ана Ортис будет приглашённой звездой в одном из эпизодов, а затем Алисия Рейнер присоединилась к шоу во второстепенной роли прокурора, которая противостоит Аннализе. 4 ноября 2014 года было объявлено, что лауреат премии «Оскар» Марша Гей Харден сыграет важную роль во второй половине первого сезона.

### Трансляция
8 мая 2014 года телеканал ABC заказал съёмки первого сезона сериала для трансляции в телесезоне 2014—15 годов. Позже было объявлено, что «Анатомия страсти», «Скандал» и «Как избежать наказания за убийство» Шонды Раймс будут выходить по четвергам в восемь, девять и десять вечера соответственно. Таким образом впервые в истории телевидения прайм-тайм одной из четырёх основных сетей был заполнен сериалами производства не только одного продюсера, но и женщины.

## Актёры и персонажи

### Основной состав
| Актёр           | Персонаж           | Сезоны       | Сезоны       | Сезоны    | Сезоны       | Сезоны    | Сезоны       |
| Актёр           | Персонаж           | 1            | 2            | 3         | 4            | 5         | 6            |
| --------------- | ------------------ | ------------ | ------------ | --------- | ------------ | --------- | ------------ |
| Виола Дэвис     | Анна-Лиза Китинг   | Постоянно    | Постоянно    | Постоянно | Постоянно    | Постоянно | Постоянно    |
| Билли Браун     | детектив Нэйт Лэхи | Постоянно    | Постоянно    | Постоянно | Постоянно    | Постоянно | Постоянно    |
| Альфред Энох    | Уэс Гиббинс        | Постоянно    | Постоянно    | Постоянно | Гость        |           |              |
| Альфред Энох    | Кристофер Кастильо |              |              |           |              |           | Гость        |
| Джек Фалахи     | Коннор Уолш        | Постоянно    | Постоянно    | Постоянно | Постоянно    | Постоянно | Постоянно    |
| Кэти Финдлэй    | Ребекка Саттер     | Постоянно    | Гость        |           |              |           |              |
| Аджа Наоми Кинг | Микаэлла Пратт     | Постоянно    | Постоянно    | Постоянно | Постоянно    | Постоянно | Постоянно    |
| Мэтт Макгорри   | Ашер Миллстоун     | Постоянно    | Постоянно    | Постоянно | Постоянно    | Постоянно | Постоянно    |
| Карла Соуса     | Лорел Кастильо     | Постоянно    | Постоянно    | Постоянно | Постоянно    | Постоянно | Периодически |
| Чарли Вэбер     | Фрэнк Дельфино     | Постоянно    | Постоянно    | Постоянно | Постоянно    | Постоянно | Постоянно    |
| Лайза Вайль     | Бонни Уинтерботтом | Постоянно    | Постоянно    | Постоянно | Постоянно    | Постоянно | Постоянно    |
| Конрад Рикамора | Оливер Хэмптон     | Периодически | Периодически | Постоянно | Постоянно    | Постоянно | Постоянно    |
| Роум Флинн      | Габриэль Мэддокс   |              |              |           | Гость        | Постоянно | Постоянно    |
| Амира Вэнн      | Тиган Прайс        |              |              |           | Периодически | Постоянно | Постоянно    |
| Тимоти Хаттон   | Эмметт Кроуфорд    |              |              |           |              | Постоянно |              |

- Виола Дэвис — профессор Анна-Лиза Китинг (настоящее имя Анна Мэй Харкнесс), адвокат, преподаёт в Университете Миддлтон.
- Билли Браун — детектив, позже работник прокуратуры Нэйт Лэхи, бывший любовник Анны-Лизы.
- Альфред Энох — Уэс Гиббинс (настоящее имя Кристоф Эдмонд), студент Анны-Лизы.
- Джек Фалахи — Коннор Уолш, студент Анны-Лизы, имеет отношения с Оливером.
- Кэти Финдлэй — Ребекка Саттер, соседка, а вскоре девушка Уэса Гиббинса.
- Аджа Наоми Кинг — Микаэлла Пратт, студентка Анны-лизы. Умная и целеустремлённая девушка.
- Мэтт Макгорри — Ашер Миллстоун, студент Анны-Лизы. Несмотря на своё вызывающие поведение, весьма умён.
- Карла Соуса — Лорел Кастильо, студентка Анны-Лизы. Серьёзная и ответственная девушка, плохо ладит с отцом.
- Чарли Вебер — Фрэнк Дельфино, сотрудник фирмы Анны-Лизы. Помогает ей за то, что та освободила его из тюрьмы. Умен и изворотлив.
- Лайза Вайль — Бонни Уинтерботтом, сотрудница фирмы Анны-Лизы.
- Конрад Рикамора — Оливер Хэмптон, парень Коннора. Специалист по IT-технологиям.
- Роум Флинн — Габриэль Мэддокс, сын Сэма Китинга, пытается узнать, кто убил его отца.
- Амира Вэнн — Тиган Прайс, адвокат, работающая в Caplan & Gold (сезоны 4-5), руководящий партнер Caplan & Gold (сезон 6).
- Тимоти Хаттон — Эмметт Кроуфорд, руководящий партнер Caplan & Gold.

### Второстепенный состав
| Актёр                  | Персонажи                        | Сезоны       | Сезоны       | Сезоны       | Сезоны            | Сезоны       | Сезоны       |  |
| Актёр                  | Персонажи                        | 1            | 2            | 3            | 4                 | 5            | 6            |  |
| ---------------------- | -------------------------------- | ------------ | ------------ | ------------ | ----------------- | ------------ | ------------ |  |
| Том Верика             | Сэм Китинг                       | Периодически | Периодически | Гость        | Гость             | Гость        | Периодически |  |
| Меган Уэст             | Лайла Стэнгерд                   | Периодически |              |              |                   |              |              |  |
| Алисия Рейнер          | прокурор Венди Паркс             | Периодически |              |              |                   |              |              |  |
| Ленни Платт            | Гриффин О’Райли                  | Периодически |              |              |                   |              |              |  |
| Линн Уитфилд           | Мэри Уолкер                      | Периодически |              |              |                   |              |              |  |
| Арджун Гупта           | Кан                              | Периодически |              |              |                   |              |              |  |
| Эйприл Паркер Джонс    | Клэр Брайс                       | Периодически |              |              |                   |              |              |  |
| Марша Гей Харден       | Ханна Китинг                     | Периодически |              |              |                   |              |              |  |
| Тэмлин Томита          | Кэрол Морроу                     | Периодически |              |              |                   |              |              |  |
| Джон Пози              | Уильям Миллстоун                 | Гость        | Периодически |              |                   |              |              |  |
| Сара Бёрнс             | Эмили Синклер                    | Гость        | Периодически |              |                   |              |              |  |
| Хосе Суньига           | Хорхе Кастильо                   | Гость        |              |              |                   |              |              |  |
| Эсай Моралес           | Хорхе Кастильо                   |              |              | Гость        | Периодически      |              | Периодически |  |
| Бенито Мартинес        | Тодд Денвер                      |              | Периодически | Периодически | Периодически      |              |              |  |
| Кендрик Сэмпсон        | Калеб Хэпстелл                   |              | Периодически |              |                   |              |              |  |
| Эми Окуда              | Кэтрин Хэпстелл                  |              | Периодически |              |                   |              |              |  |
| Мэтт Коэн              | Леви Уэскотт                     |              | Периодически |              |                   |              |              |  |
| Джефферсон Уайт        | Филип Джессап                    |              | Периодически |              |                   |              |              |  |
| Фамке Янссен           | Ева Ротлоу                       |              | Периодически | Гость        |                   | Гость        | Гость        |  |
| Адам Аркин             | Уоллес Махоуни                   |              | Периодически | Гость        |                   |              |              |  |
| Келси Скотт            | Роза Эдмонд                      |              | Периодически | Гость        |                   |              |              |  |
| Иссак Райан Браун      | Кристофер Эдмонд                 |              | Периодически | Гость        |                   |              |              |  |
| Дженнифер Парсонс      | Лидия Миллстоун                  |              | Гость        |              |                   |              | Периодически |  |
| Корбин Рэйд            | Мэгги Трэверс                    |              |              | Периодически |                   |              |              |  |
| Майлона Джексон        | Рене Этвуд                       |              |              | Периодически |                   |              |              |  |
| Мэттью Риш             | Томас                            |              |              | Периодически |                   |              |              |  |
| Дэмеон Кларк           | Джон Мамфорд                     |              |              | Периодически |                   |              |              |  |
| Глория Гараюа          | Дэвис                            |              |              | Периодически |                   |              |              |  |
| Лорен Велес            | Сорая Харгров                    |              |              | Периодически | Гость             |              |              |  |
| Л. Скотт Колдуэлл      | Жасмин                           |              |              | Периодически | Гость             |              |              |  |
| Бехзад Дабу            | Саймон Дрэйк                     |              |              | Периодически | Периодически      |              |              |  |
| Николас Гонсалес       | Доминик                          |              |              | Гость        | Периодически      |              |              |  |
| Джимми Смитс           | Айзек Роа                        |              |              |              | Периодически      |              |              |  |
| Лолита Давидович       | Сандрин Кастильо                 |              |              |              | Периодически      |              |              |  |
| Джон Хенсли            | Рональд Миллер                   |              |              |              | Периодически      | Периодически |              |  |
| Глинн Тёрмен           | Нэйт Лэхи старший                |              |              |              | Периодически      | Периодически |              |  |
| Мелинда Пейдж Хэмилтон | Клэр Телеско                     |              |              |              | Гость             | Периодически |              |  |
| Керри Вашингтон        | Оливия Поуп                      |              |              |              | Специальный гость |              |              |  |
| Тамберла Перри         | Тереза Холф                      |              |              |              |                   | Периодически |              |  |
| Джессика Мари Гарсиа   | Ронда Наварро                    |              |              |              |                   | Периодически | Гость        |  |
| Элизабет Мортон        | Джули Уинтерботтом               |              |              |              |                   | Периодически |              |  |
| Синтия Стивенсон       | Пэм Уолш                         |              |              |              |                   | Периодически | Периодически |  |
| Террелл Клэйтон        | Джеффри Сайкс                    |              |              |              |                   | Периодически |              |  |
| Лора Иннес             | губернатор Линн Биркхед          |              |              |              |                   | Периодически | Периодически |  |
| Марша Стефани Блейк    | Вивиан Мэддокс                   |              |              |              |                   |              | Периодически |  |
| Дженнифер Джэлен       | агент Эйвери Норрис              |              |              |              |                   |              | Периодически |  |
| Рэй Кэмпбелл           | Соломон Вик                      |              |              |              |                   |              | Периодически |  |
| Келен Коулман          | Хлоя Миллстоун                   |              |              |              |                   |              | Периодически |  |
| Мерседес Масон         | Кора Дункан                      |              |              |              |                   |              | Периодически |  |
| Кас Анвар              | Роберт Се                        |              |              |              |                   |              | Периодически |  |
| Куэй Танн              | Пейтон Осборн                    |              |              |              |                   |              | Периодически |  |
| Дебора Левин           | Сара Гордон                      |              |              |              |                   |              | Периодически |  |
| Лорен Боулз            | помощник прокурора Дианна Монтес |              |              |              |                   |              | Периодически |  |
| Кэтлин Йорк            | судья Марта Виткэй               |              |              |              |                   |              | Периодически |  |

- Том Верика — Сэм Китинг, муж Анны-Лизы, который имел связь с убитой Лайлой Стэнгерд.
- Меган Уэст — Лайла Стэнгерд, убитая девушка, у которой была интрижка с Сэмом Китингом.
- Алисия Рейнер — прокурор Венди Паркс.
- Эллиот Найт — Эйден Уокер, бывший жених Микаэллы.
- Арджун Гупта — Кан, бесплатный адвокат, бывший парень Лорел.
- Марша Гей Харден — Ханна Китинг, психолог и сестра Сэма, прибывшая в город после его пропажи.
- Сара Бёрнс — Эмили Синклер, прокурор по делу Хэпстеллов. Была убита Ашером.
- Эсай Моралес — Хорхе Кастильо, отец Лорел. Отдал приказ убить Уэса.
- Бенито Мартинес — Тодд Денвер, прокурор.
- Сисели Тайсон — Офелия Харкнесс, мать Анны-Лизы. Страдает деменцией.
- Эйприл Паркер Джонс — детектив Клэр Брайс, расследовавшая исчезновение Сэма Китинга.
- Фамке Янссен — Ева Ротлоу, юрист, специализируется на смертниках, в прошлом любовница Анны-Лизы.
- Адам Аркин — Уоллес Махоуни, предполагаемый отец Уэса.
- Келси Скотт — Роза Эдмонд, мать Уэса.
- Кендрик Сэмпсон — Калеб Хэпстелл, клиент Анны-Лизы, убивший своих приёмных родителей[32].
- Эми Окуда — Кэтрин Хэпстелл, клиентка Анны-Лизы, которая обвиняется в убийстве своих приёмных родителей.
- Джон Пози — Уильям Миллстоун, отец Ашера.
- Мэтт Коэн — Леви Уэскотт, сводный брат Ребекки[33].
- Джефферсон Уайт — Филипп Боден, двоюродный брат Кэтрин и Калеба.
- Линн Уитфилд — Мэри Уокер, злобная мать бывшего жениха Микаэллы.
- Бехзад Дабу — Саймон Дрейк, студент Аннализ.
- Лорен Велес — Сорая Харгров, президент университета.
- Корбин Рэйд — Мэгги Трэверс, бывшая девушка Уэса.
- Майлона Джексон — детектив Рене Этвуд, некоторое время встречалась с Нэйтом.
- Мэттью Риш — Томас, бывший парень Оливера, которому нравится Коннор.
- Дэмеон Кларк — детектив Джон Мамфорд.
- Глория Гараюа — детектив Брианна Дэвис, следователь и правая рука Мамфорда.
- Николас Гонсалес — Доминик, бывший друг Лорел.
- Бретт Батлер — Тришелль Пратт, приёмная мать Микаэллы.
- Джимми Смитс — доктор Айзек Роа, психиатр Аннализ. Наркоман, имеет чувства к Аннализ.
- Вивиан Мэддокс — мать Габриэля.
- Соломон Вик — биологический отец Микаэллы.
- Лидия Миллстоун — мать Ашера.
- Хлоя Миллстоун — сестра Ашера.
- Кора Дункан — бывшая жена Тиган.
- Роберт Се — адвокат, у которого было несколько свиданий с Аннализ
- Пейтон Осборн — студентка, девушка Габриэля.
- Сара Гордон (Дебора Левин) — женщина, тайно работающая на Хорхе Кастильо и выдающая себя за специального агента Поллок, главного следователя по делу об убийстве Ашера.

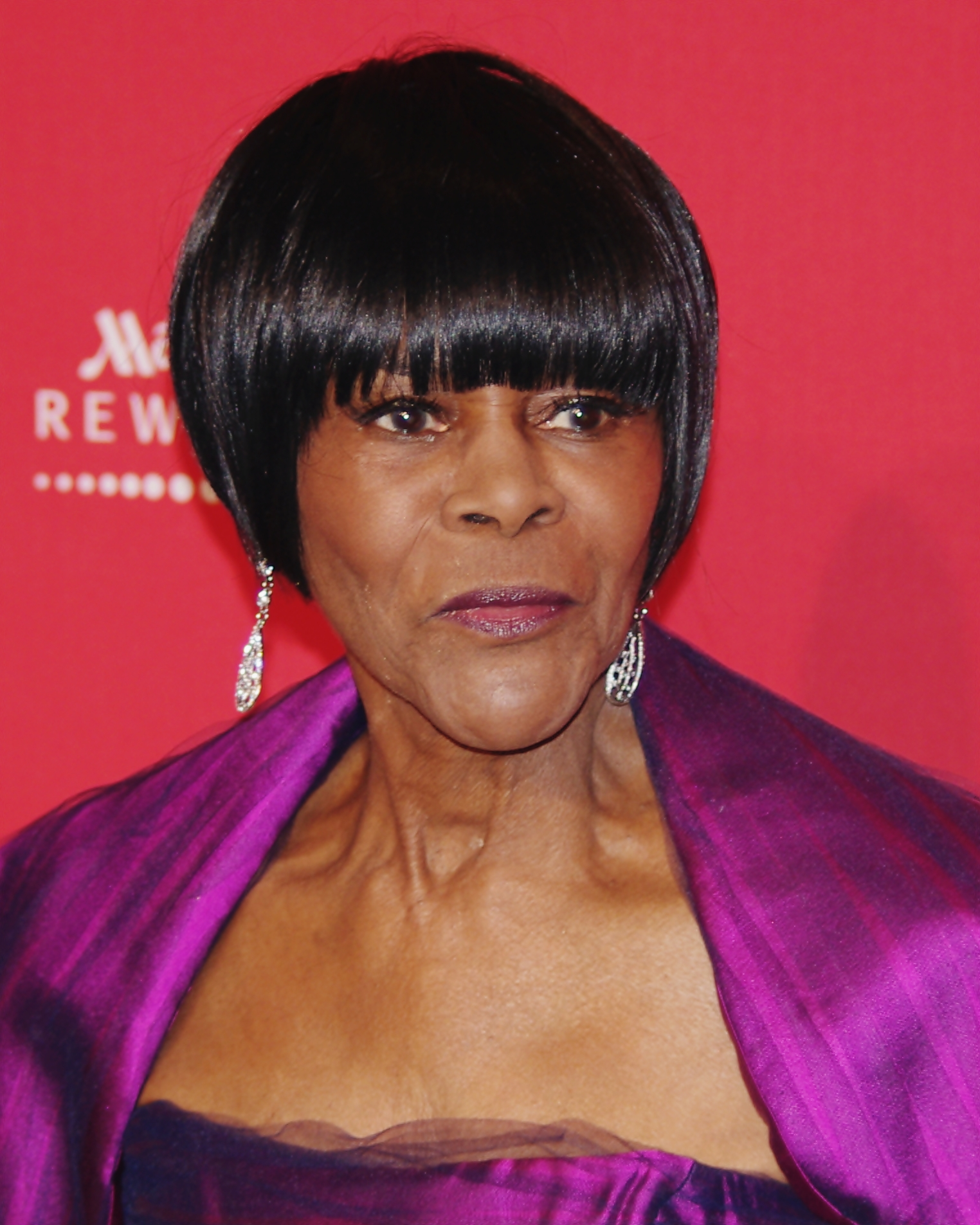
Сисели Тайсон была приглашена на роль матери Аннализы

### Приглашённые актёры
- Стивен Уэбер
- Ана Ортис
- Джон Гец
- Джейсон Гедрик
- Элизабет Перкинс
- Сара Пэкстон
- Карен Малина Уайт
- Трейси Вилар
- Эми Пьетц
- Тэмлин Томита
- Стейси Эдвардс
- Фаран Таир
- Эйприл Паркер Джонс
- Сисели Тайсон
- Мишель Хёрд
- Магейна Това
- Том Эверетт Скотт
- Керри Вашингтон

## Эпизоды
| Сезоны | Сезоны | Эпизоды | Оригинальная дата показа | Оригинальная дата показа |
| Сезоны | Сезоны | Эпизоды | Премьера сезона          | Финал сезона             |
| ------ | ------ | ------- | ------------------------ | ------------------------ |
|        | 1      | 15      | 25 сентября 2014         | 26 февраля 2015          |
|        | 2      | 15      | 24 сентября 2015         | 17 марта 2016            |
|        | 3      | 15      | 22 сентября 2016         | 23 февраля 2017          |
|        | 4      | 15      | 28 сентября 2017         | 15 марта 2018            |
|        | 5      | 15      | 27 сентября 2018         | 28 февраля 2019          |
|        | 6      | 15      | 26 сентября 2019         | 14 мая 2020              |

## Реакция

### Отзывы критиков
Пилотный эпизод получил высокие оценки от телевизионных критиков. На Rotten Tomatoes сериал набрал 88 процентов из ста на основе 34 обзоров. На Metacritic пилотный эпизод получил балл 68 из 100 на основе 14 обзоров.

### Награды и номинации
| Год  | Награда                             | Категория                                                 | Номинант                                                | Результат | Источник |
| ---- | ----------------------------------- | --------------------------------------------------------- | ------------------------------------------------------- | --------- | -------- |
| 2014 | Американский институт киноискусства | Программа года                                            |                                                         | Победа    | [ 37 ]   |
| 2015 | People’s Choice Awards              | Лучшая новая драма                                        |                                                         | Номинация | [ 38 ]   |
| 2015 | People’s Choice Awards              | Лучшая актриса в новой драме                              | Виола Дэвис                                             | Победа    | [ 38 ]   |
| 2015 | NAACP Image Award                   | Лучший драматический сериал                               |                                                         | Победа    | [ 39 ]   |
| 2015 | NAACP Image Award                   | Лучшая женская роль в драматическом сериале               | Виола Дэвис                                             | Победа    | [ 39 ]   |
| 2015 | NAACP Image Award                   | Лучшая женская роль второго плана в драматическом сериале | Аджа Наоми Кинг                                         | Номинация | [ 39 ]   |
| 2015 | NAACP Image Award                   | Лучшая мужская роль второго плана в драматическом сериале | Альфред Энох                                            | Номинация | [ 39 ]   |
| 2015 | NAACP Image Award                   | Лучший сценарий в драматическом сериале                   | Эрика Грин Стэффорд (за эпизод «Let’s Get to Scooping») | Победа    | [ 39 ]   |
| 2015 | Премия Гильдии киноактёров США      | Лучшая женская роль в драматическом сериале               | Виола Дэвис                                             | Победа    | [ 40 ]   |
| 2015 | «Золотой глобус»                    | Лучшая женская роль в телевизионном сериале — драма       | Виола Дэвис                                             | Номинация | [ 41 ]   |
| 2015 | GLAAD Media Awards                  | Лучший драматический сериал                               |                                                         | Победа    | [ 42 ]   |
| 2015 | Dorian Awards                       | Лучшая драма на телевидении                               |                                                         | Номинация | [ 43 ]   |
| 2015 | Dorian Awards                       | Актриса года — телевидение                                | Виола Дэвис                                             | Номинация | [ 43 ]   |
| 2015 | Dorian Awards                       | Манерное шоу года                                         |                                                         | Номинация | [ 43 ]   |
| 2015 | Dorian Awards                       | Прорыв года                                               | Джек Фалахи                                             | Номинация | [ 43 ]   |
| 2015 | «Выбор телевизионных критиков»      | Лучшая женская роль в драматическом сериале               | Виола Дэвис                                             | Номинация | [ 44 ]   |
| 2015 | «Выбор телевизионных критиков»      | Лучший приглашённый актёр в драматическом сериале         | Сисели Тайсон                                           | Номинация | [ 44 ]   |
| 2015 | Ассоциация телевизионных критиков   | Личные достижения в драме                                 | Виола Дэвис                                             | Номинация | [ 45 ]   |
| 2015 | «Эмми»                              | Лучшая женская роль в драматическом сериале               | Виола Дэвис                                             | Победа    | [ 46 ]   |
| 2015 | «Эмми»                              | Лучшая приглашённая актриса в драматическом телесериале   | Сисели Тайсон                                           | Номинация | [ 46 ]   |
| 2016 | Artios Award                        | Лучший каст актёров                                       |                                                         | Номинация | [ 47 ]   |
| 2016 | «Выбор телевизионных критиков»      | Лучшая актриса в драматическом сериале                    | Виола Дэвис                                             | Номинация | [ 48 ]   |
| 2016 | «Золотой глобус»                    | Лучшая женская роль в телевизионном сериале — драма       | Виола Дэвис                                             | Номинация | [ 49 ]   |
| 2016 | NAACP Image Awards                  | Лучший драматический сериал                               | Лучший драматический сериал                             | Номинация | [ 50 ]   |
| 2016 | NAACP Image Awards                  | Артист года                                               | Виола Дэвис                                             | Номинация | [ 50 ]   |
| 2016 | NAACP Image Awards                  | Лучшая женская роль в драматическом сериале               | Виола Дэвис                                             | Номинация | [ 50 ]   |
| 2016 | NAACP Image Awards                  | Лучшая актриса второго плана в драматическом сериале      | Сисели Тайсон                                           | Номинация | [ 50 ]   |
| 2016 | NAACP Image Awards                  | Лучшая мужская роль второго плана в драматическом сериале | Альфред Энох                                            | Номинация | [ 50 ]   |
| 2016 | NAACP Image Awards                  | Лучший сценарий в драматическом сериале                   | Эрика Грин Стэффорд и Даг Стокстил(«Mama’s Here Now»)   | Номинация | [ 50 ]   |
| 2016 | People’s Choice Awards              | Лучший драматический сериал                               | Лучший драматический сериал                             | Номинация | [ 51 ]   |
| 2016 | People’s Choice Awards              | Лучшая женская роль в драматическом сериале               | Виола Дэвис                                             | Номинация | [ 51 ]   |
| 2016 | Премия Гильдии актёров США          | Лучшая женская роль в драматическом сериале               | Виола Дэвис                                             | Победа    | [ 52 ]   |
| 2016 | GLAAD Media Awards 2016             | Выдающийся драматический сериал                           |                                                         | Номинация | [ 53 ]   |
| 2016 | Gold Derby Awards                   | Лучшая актриса в драматическом сериале                    | Виола Дэвис                                             | Номинация | [ 54 ]   |
| 2016 | Gold Derby Awards                   | Лучшая приглашённая актриса в драматическом сериале       | Фамке Янссен                                            | Номинация | [ 54 ]   |
| 2016 | «Эмми»                              | Лучшая женская роль в драматическом сериале               | Виола Дэвис                                             | Номинация | [ 55 ]   |

### Телевизионные рейтинги
Пилотный эпизод, транслировавшийся 25 сентября 2014 года в десять вечера после «Скандала», привлёк к экранам четырнадцать миллионов зрителей, что позволило сериалу завоевать свое время в эфире и стать самой смотримой вечерней программой. У аудитории 18-49 лет, ключевой для рекламодателей, рейтинг составил 3,9 — больше, чем у любой другой новинки сезона на национальном телевидении.